# Karla Borger
Karla Borger (Heppenheim, 22 novembre 1988) è una giocatrice di beach volley tedesca.

## Palmarès

### Mondiali
- 1 medaglia:
  - 1 argento (Stare Jabłonki 2013)